# میک هارفورد
میک هارفورد (به انگلیسی: Mick Harford) بازیکن فوتبال زادهٔ ۱۲ فوریه ۱۹۵۹ اهل کشور انگلستان که سابقهٔ بازی در تیم ملی فوتبال انگلستان را در کارنامهٔ خود دارد. وی در تاریخ ۱۷ فوریه ۱۹۸۸ نخستین بازی ملی خود را در مقابل تیم ملی فوتبال اسرائیل انجام داد و با حضور در ۲ بازی ملی، در تاریخ ۱۴ سپتامبر ۱۹۸۸ واپسین بازی ملی‌اش را در برابر تیم ملی فوتبال دانمارک برگزار کرد.